# 鯊口岩頭長頜魚
鯊口岩頭長頜魚，為輻鰭魚綱骨舌魚目象鼻魚科岩頭長頜魚屬的一個種，分布於非洲剛果民主共和國Lukinda流域，體長可達8公分，棲息在底層水域。